# Albany Park (Chicago)
Pour les articles homonymes, voir Albany Park.

Situation d'Albany Park dans la ville de Chicago

Albany Park est l'un des 77 secteurs communautaires de la ville de Chicago aux États-Unis. Ce secteur comprend le quartier historique de North Mayfair, surtout connu comme étant l'un des quartiers où se concentre le plus d'anciennes maisons. Il s'agit d'un quartier très multiculturel avec des habitants originaires d'Amérique Latine (principalement du Mexique, du Guatemala et d'Équateur), d'Asie (principalement des Philippines, d'Inde, de Corée du Sud et du Cambodge), d'Afrique (principalement de Somalie), d'Europe (principalement de Roumanie, de Serbie, de Croatie et de Bosnie-Herzégovine) et du Moyen-Orient (principalement du Pakistan, d'Iran, d'Irak et du Liban). Plus de 40 langues différentes sont parlées dans toutes les écoles de ce quartier.